# Golan Trevize
Golan Trevize es uno de los personajes ficticios de la saga de ciencia ficción de la la Fundación, de Isaac Asimov. Trevize, nacido el año 466 de la Era Fundacional (EF), era sobrino del comisionado de transporte de la Primera Fundación. No se especifica su fecha de muerte.
Estuvo dos años en la Armada de la Primera Fundación, donde obtuvo el grado de Teniente. Vivió en Flexner, suburbio de Términus y fue elegido como Concejal de Términus en el año 498 EF.
Posee el don de llegar a la conclusión correcta a partir de datos insuficientes. Trevize era un firme creyente que el Plan Seldon no existió: esto lo pudo observar a partir de un pensamiento tras las elecciones: "¿Y si realmente todavía existiera?", y luego a partir de la visita de Seldon en el 498 EF, al pensar que el plan era demasiado perfecto. Luego pensó que el Plan todavía debía estar bajo el control completo de la destruida Segunda Fundación.Esto derivó en su arresto por traición y posterior exilio de Términus ordenado por la Alcaldesa Branno.
Su exilio fue con el pretexto que él, junto con Janov Pelorat, tenía que buscar el mítico planeta Tierra. De hecho él tenía que buscar la Segunda Fundación, el cual pensaba que era, en un principio, el planeta de los guardianes del Plan.
Como sucedió, Trevize finalmente tropezó con Gaia: Supo finalmente que ellos también velaban por la humanidad y también le narran la antigua historia de los robots de los humanos y las Tres leyes de la robótica. Luego, tras haber reunido las facciones de la Primera y la Segunda fundación junto a Gaia, se le pidió a Trevize que escogiera el futuro de la Galaxia -la Confederación de la Fundación, la Segunda Fundación o Galaxia-. Trevize eligió Galaxia, lo cual fue un pretexto para dar tiempo a su resolución final, ya que "Galaxia" tardaría generaciones, inclusive siglos.
Él no era feliz con su decisión y decidió que, si encontraba la Tierra, comprendería la elección que hizo. Su búsqueda, en compañía de su amigo Janov Pelorat y de la pareja de éste, Bliss(una hermosa gaiana por la cual no siente gran aprecio, pero que suele descolocarlo debido a su bondad),lo embarca en una odisea que lo llevó primero a Comporellon y luego a los "Mundos espaciales" de Aurora, Solaria y Melpomenia. Luego encontró los últimos remanentes de la Tierra sobre el planeta Alpha donde fue infectado sexualmente por su amante ocasional, Hiroko, con un virus inactivo, pero dejó el planeta antes de que pudiera activarse, gracias también a la misma Hiroko. Finalmente encontró la Tierra y descubrió que era verdaderamente radioactiva e inhabitable. Sin embargo, en su satélite natural cercano, la Luna, encontró a R. Daneel Olivaw (un robot humaniforme muy avanzado, custodio de la humanidad y la Galaxia en los últimos 20.000 años y dotado de grandes poderes psíquicos) quien había manipulado a Trevize desde que dejó Términus para que trajera a su heredero, un joven solariano hermafrodita llamado Fallom. En la Luna y en presencia de Daneel y sus acompañantes de viaje Trevize se convence de lo acertado de su decisión: el Plan Seldon tiene un defecto esencial que a la larga lo hará inviable; tal vez la humanidad no es la única especie inteligente y expansiva que habita el Universo, pues, "fuera de la Galaxia hay otras galaxias". Por tanto, la organización de Galaxia es la única respuesta posible frente a una hipotética intromisión alienígena.
En El triunfo de la Fundación del escritor David Brin se expone la idea de que Trevize es producto de una manipulación genética de Daneel, destinado a dirimir entre los futuros alternativos que le presentará; vale decir: Galaxia, el Segundo Imperio de la Fundación de Términus y el Segundo Imperio de los psicohistoridores de Trántor. La necesidad de este personaje estaría dictada por el deseo de los robots de consultar, en última instancia, con la raza humana el destino que han proyectado para ella.
- Datos: Q1081378